# Tingi-Hills-Waldreservat
Das Tingi-Hills-Wadreservat (englisch Tingi Hills Non-Hunting Forest Reserve) ist ein Waldschutzgebiet ohne Jagd  im westafrikanischen Sierra Leone. Es ist laut IUCN ein Nationalpark.
Das Schutzgebiet liegt im Grenzgebiet der Provinz Eastern und Northern und  hat eine Fläche von 118,85 Quadratkilometer. Es liegt im gleichnamigen Gebirge Tingi Hills.

## Vegetation, Flora und Fauna
Neben den beiden dominierenden Gipfeln mit 1800 m und 1853 m (Sankan Biriwa) wird von den Flüssen Sewa und  Mano durchzogen. In Höhen zwischen 305 und 915 Metern findet sich vor allem Waldsavanne, darüber liegender Strauchsavanne bis eta 1650 Meter und einer Grassavanne auf den Gipfeln. Entlang der Flussläufe finden sich Galeriewälder.
Mehr als 200 Vogelarten wurden bisher in Tingi Hills nachgewiesen, darunter mindestens sechs selten Arten wie Prinia leontica. An großen Säugetieren kommen der Schimpanse, Elefanten und Zwergflusspferd vor. Die Schimpansenpopulation wird (Stand 2010) mit 70 angegeben.